# Новорождённый

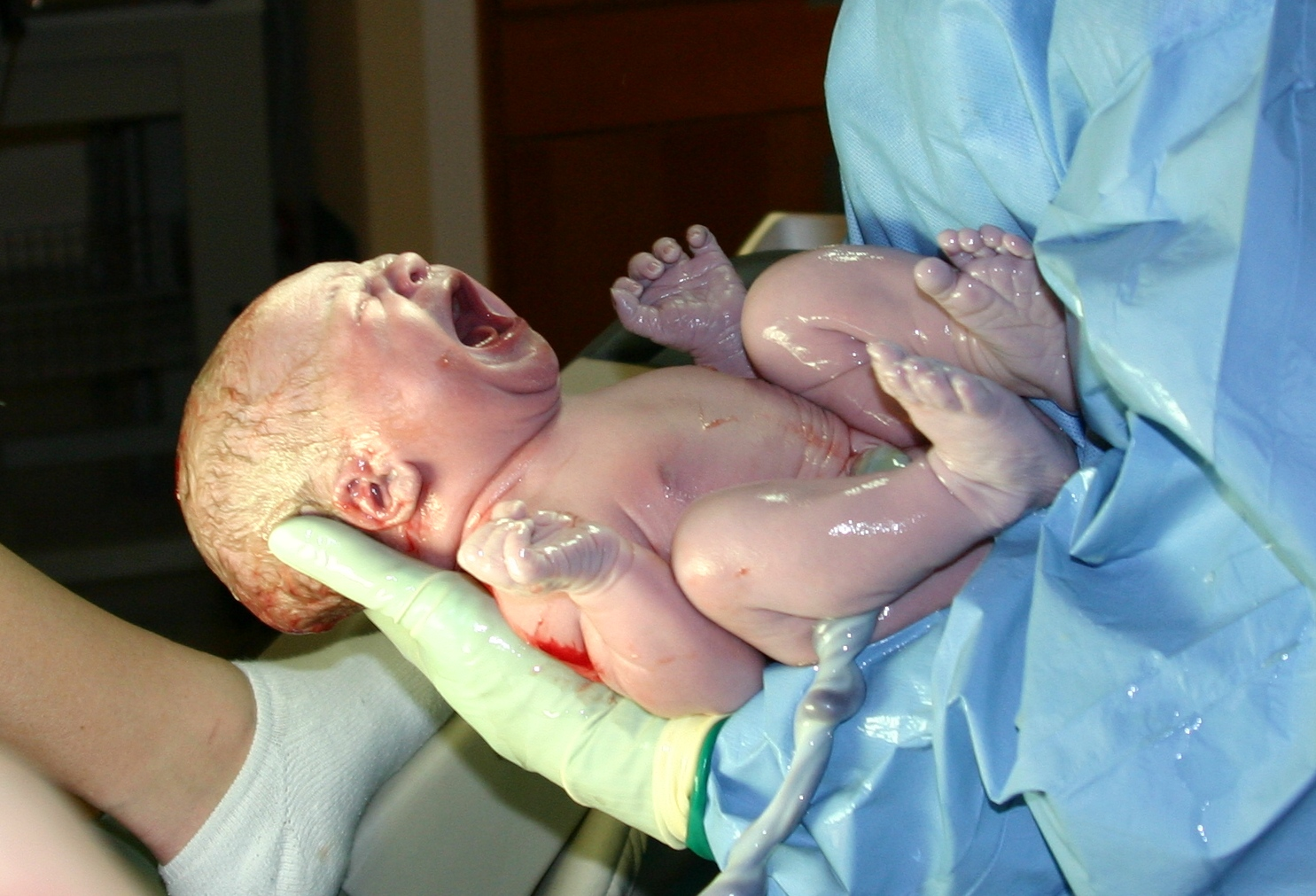
Новорождённый младенец через несколько секунд после рождения

Новорождённый ребёнок — ребёнок с момента рождения и до 28-го дня своей жизни.

## Физиология

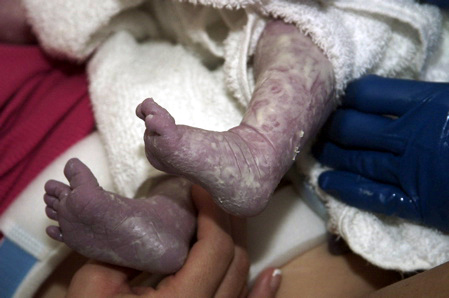
Первородная смазка на коже ног новорождённого

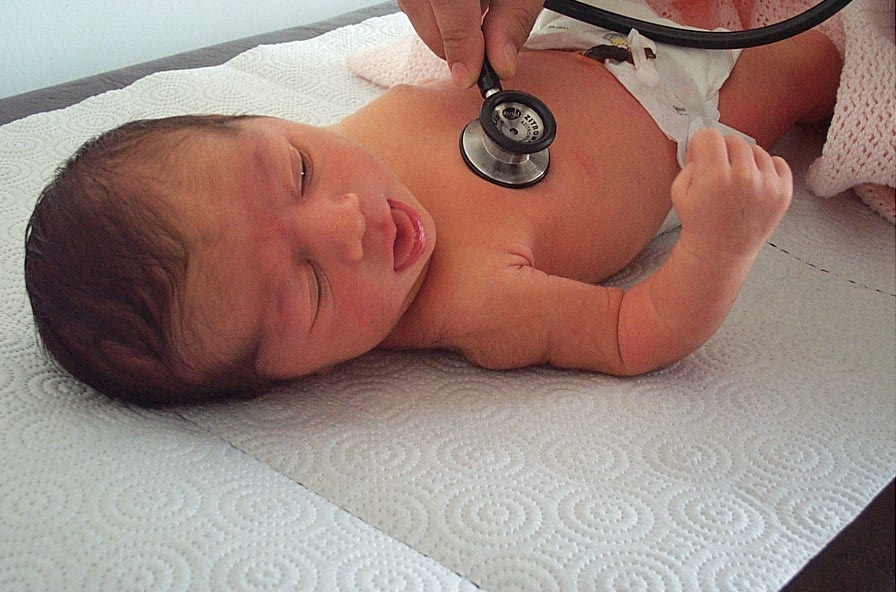
Милиумы на носу и лануго на надплечьях и плечах у новорождённого

В первые дни жизни имеет место физиологическая потеря массы младенцем. С 10 суток масса начинает восстанавливаться.

## Сон
В течение первой недели жизни здоровый новорождённый спит в среднем 16 часов в сутки, а ко второй неделе количество часов снижается до 15. Сон является неорганизованным, период непрерывного сна длится от 30 минут до 4 часов, циркадные ритмы ещё не сформированы.
Согласно общепринятой мировой практике педиатры рекомендуют укладывать спать ребёнка до годовалого возраста только на спину, поскольку в таком положении риск синдрома внезапной детской смерти сводится к минимуму.

## Рефлексы новорождённого
Всего новорождённый демонстрирует 75 рефлексов.
| Рефлекс                     | Описание |
| --------------------------- | --- |
| Рефлекс Моро                | Ребёнок отводит руки в сторону с разгибанием пальцев (I фаза), затем возвращает в исходное положение (II фаза) (при этом движения рук носят характер охватывания туловища), после того как в 15-20 см от ребёнка хлопают по поверхности, на которой лежит ребёнок, или же после быстрого разгибания ног |
| Рефлекс Робинсона           | Проявляется в том, что ребёнок крепко хватается за пальцы взрослого, вложенные в его ладошки |
| Сосательный рефлекс         | Заключается в том, что малыш начинает ритмично сосать любой предмет, оказавшийся у него во рту |
| Хоботковый рефлекс          | Ребёнок выпячивает губы (что напоминает хоботок) в ответ на прикосновение к ним |
| Поисковый рефлекс Куссмауля | В ответ на прикосновение в области угла рта ребёнок тотчас тянется губами в сторону раздражителя |
| Защитный рефлекс            | Заключается в том, что ребёнок, лежащий на животе, моментально поворачивает голову набок, чтобы не задохнуться |

Специалисты считают, что рефлексы Моро и Робинсона помогали нашим далёким предкам во младенчестве держаться за шерсть матери во время передвижения. Поисковый, хоботковый и сосательный рефлексы «отвечают» за то, чтобы малыш обнаруживал источник пищи. Защитный рефлекс необходим для выживания младенца.